# Бічахчян Ваган Варданович
Ваган Бічахчян (вірм. Վահան Բիչախչյան, нар. 9 липня 1999, Ґюмрі, Вірменія) — вірменський футболіст, атакувальний півзахисник польського клубу «Легія» та національної збірної Вірменії.

## Ігрова кар'єра

### Клубна
Ваган Бічахчян є вихованцем футбольної школи клубу «Ширак». У березні 2016 року футболіст зіграв першу гру в основному складі команди. Вже з наступного сеону Бічахчян зайняв постійне місце в основі. 7 липня 2016 року футболіст відзначився голом в матчі Ліги Європи проти грузинської «Діли» і став наймолодшим автором голу в єврокубках.
У 2016 році англійське видання The Guardian внесло Бічахчяна до списку 60 - ти кращих молодих талантів світового футболу. У жовтні 2016 року футболіст проходив огляд у московському ЦСКА. Та в липні 2017 року він перейшов до словацької «Жиліни».
У січні 2022 року віоменський футболіст перейшов до польської «Погоні» зі Щецина, з якою підписав контракт на три з половиною роки.
В січні 2025 року Бічахчян перейшов до варшавської «Легії», з якою підписав трирічний контракт.

### Збірна
8 вересня 2020 року у матчі Ліги націй проти команди Естонії Ваган Бічахчян дебютував у складі національної збірної Вірменії.

## Титули
Ширак
 Переможець Кубка Вірменії: 2016/17
Легія
 Переможець Кубка Польщі: 2024/25
 Переможець Суперкубка Польщі: 2025

## Особисте життя
Батько Вагана Вардан Бічахчян в минулому футболіст «Ширака», нині головний тренер «Арарат-Вірменія».